# くも膜顆粒
くも膜顆粒（arachnoid granulation）とは静脈洞に突出する桑の実のような中皮の塊である。パッキオーニ小体ともいう。

## 構造
脳のくも膜のある部分ではその外面が硬膜に向かって桑の実のような膨隆をつくり、硬膜と融合して硬膜静脈洞に突出しくも膜顆粒を形成している。くも膜顆粒はくも膜の外面に並ぶ中皮が集まり、結節状に盛り上がったもので中皮由来の細胞が単層または重層になって果粒の表面をおおい、内部には結合組織のふくらみがみられる。

## 機能
かつては脈絡叢で産出された脳脊髄液が脳室系を循環した後、マジャンディ-孔、ルリュカ孔を介してくも膜下腔に流れ、脳底部の脳槽から上行し、最終的に大脳円蓋部のくも膜下腔に達し、くも膜顆粒を介して上矢状静脈洞内に吸収されると考えられてきた。しかし、くも膜顆粒よりも排出量の多い髄腋排出機構が存在する。それはタイトジャンクションのない脳室壁の上衣細胞を介した脳実質内への水分移動、脳神経、特に視神経や嗅神経の髄鞘内のくも膜下腔からの吸収、脊髄くも膜顆粒やリンパ系の吸収が報告されている。